# 北倉駅 (平安南道)
北倉駅（プクチャンえき）は朝鮮民主主義人民共和国平安南道北倉郡にある、朝鮮民主主義人民共和国鉄道省平徳線、官下線および得将線の駅。

## 隣の駅
朝鮮民主主義人民共和国鉄道省
平徳線
仮倉駅 - 北倉駅 - 玉泉駅
官下線
北倉駅 - 官下駅
得将線
北倉駅 - 陽村駅